# Schernerskopf
Schernerskopf är en bergstopp i Österrike.   Den ligger i distriktet Lienz och förbundslandet Tyrolen, i den centrala delen av landet, 300 km väster om huvudstaden Wien. Toppen på Schernerskopf är 3 043 meter över havet.
Terrängen runt Schernerskopf är huvudsakligen mycket bergig. Runt Schernerskopf är det ganska glesbefolkat, med 26 invånare per kvadratkilometer.. Närmaste större samhälle är Matrei in Osttirol, 14,5 km öster om Schernerskopf. 
Trakten runt Schernerskopf består i huvudsak av gräsmarker.